# Campionati del mondo di ciclismo su strada 2012 - Cronometro maschile Elite
La cronometro maschile Elite dei Campionati del mondo di ciclismo su strada 2012 fu corsa il 19 settembre 2012 nei Paesi Bassi, tra Heerlen e Valkenburg, su un percorso di 45,7 km. Il tedesco Tony Martin vinse la gara con il tempo di 58'38".

## Lista di partenza
I 58 partecipanti hanno preso il via a due minuti di distanza l'uno dall'altro. Primo a partire, con il dorsale numero 58, l'ecuadoriano Segundo Navarrete, alle ore 13:30 locali; ultimo, con il numero 1, il campione in carica, il tedesco Tony Martin, alle ore 15:24.
| Ciclista | Ciclista              | Ciclista | Ciclista                    | Ciclista | Ciclista             |
| -------- | --------------------- | -------- | --------------------------- | -------- | -------------------- |
| 58       | Segundo Navarrete     | 38       | Maciej Bodnar               | 18       | Kristof Vandewalle   |
| 57       | David Albós Cavaliere | 37       | Gatis Smukulis              | 17       | Jérémy Roy           |
| 56       | Elchin Asadov         | 36       | Sergej Firsanov             | 16       | Cameron Meyer        |
| 55       | Carlos Oyarzún        | 35       | Ignatas Konovalovas         | 15       | Jesse Sergent        |
| 54       | Gábor Lengyel         | 34       | Reinardt Janse van Rensburg | 14       | Peter Velits         |
| 53       | Reidar Borgersen      | 33       | Rein Taaramäe               | 13       | Gustav Larsson       |
| 52       | Kang Ji-Yong          | 32       | Thomas De Gendt             | 12       | Jonathan Castroviejo |
| 51       | Michael Hutchinson    | 31       | Alex Dowsett                | 11       | Lieuwe Westra        |
| 50       | Jay Robert Thomson    | 30       | Adriano Malori              | 10       | Bert Grabsch         |
| 49       | Riccardo Zoidl        | 29       | Wilco Kelderman             | 9        | Luke Durbridge       |
| 48       | Matej Jurčo           | 28       | Vasil' Kiryenka             | 8        | Sylvain Chavanel     |
| 47       | Aleksejs Saramotins   | 27       | Jan Bárta                   | 7        | Svein Tuft           |
| 46       | José Ragonessi        | 26       | Vladimir Gusev              | 6        | Tejay van Garderen   |
| 45       | Mychajlo Kononenko    | 25       | Tanel Kangert               | 5        | Marco Pinotti        |
| 44       | Andrėj Krasilnikaŭ    | 24       | Aleksandr D'jačenko         | 4        | Fredrik Kessiakoff   |
| 43       | Kristijan Koren       | 23       | Andrij Hrivko               | 3        | Taylor Phinney       |
| 42       | Sam Bewley            | 22       | Ramūnas Navardauskas        | 2        | Alberto Contador     |
| 41       | Eugen Wacker          | 21       | Jakob Fuglsang              | 1        | Tony Martin          |
| 40       | Dmitrij Gruzdev       | 20       | Janez Brajkovič             |          |                      |
| 39       | Ioannis Tamouridis    | 19       | Patrick Gretsch             |          |                      |

## Classifica finale
Nota: DNF ritirato.
| Pos. | Corridore             | Squadra       | Tempo      |
| ---- | --------------------- | ------------- | ---------- |
| 1    | Tony Martin           | Germania      | 58'38"76   |
| 2    | Taylor Phinney        | Stati Uniti   | a 5"37     |
| 3    | Vasil' Kiryenka       | Bielorussia   | a 1'44"99  |
| 4    | Tejay van Garderen    | Stati Uniti   | a 1'49"37  |
| 5    | Fredrik Kessiakoff    | Svezia        | a 1'50"56  |
| 6    | Dmitrij Gruzdev       | Kazakistan    | a 1'56"44  |
| 7    | Jan Bárta             | Rep. Ceca     | a 2'12"49  |
| 8    | Alex Dowsett          | Gran Bretagna | a 2'26"06  |
| 9    | Alberto Contador      | Spagna        | a 2'30"00  |
| 10   | Adriano Malori        | Italia        | a 2'40"54  |
| 11   | Andrij Hrivko         | Ucraina       | a 2'43"69  |
| 12   | Svein Tuft            | Canada        | a 2'56"24  |
| 13   | Tanel Kangert         | Estonia       | a 2'57"13  |
| 14   | Riccardo Zoidl        | Austria       | a 2'57"27  |
| 15   | Sylvain Chavanel      | Francia       | a 2'58"15  |
| 16   | Cameron Meyer         | Australia     | a 2'59"65  |
| 17   | Kristijan Koren       | Slovenia      | a 3'05"29  |
| 18   | Jérémy Roy            | Francia       | a 3'08"16  |
| 19   | Gustav Larsson        | Svezia        | a 3'11"99  |
| 20   | Thomas De Gendt       | Belgio        | a 3'15"29  |
| 21   | Luke Durbridge        | Australia     | a 3'17"88  |
| 22   | Jonathan Castroviejo  | Spagna        | a 3'23"38  |
| 23   | Jesse Sergent         | Nuova Zelanda | a 3'25"89  |
| 24   | Kristof Vandewalle    | Belgio        | a 3'35"66  |
| 25   | Wilco Kelderman       | Paesi Bassi   | a 3'39"35  |
| 26   | Maciej Bodnar         | Polonia       | a 3'46"06  |
| 27   | Patrick Gretsch       | Germania      | a 3'48"78  |
| 28   | Ioannis Tamouridis    | Grecia        | a 3'52"35  |
| 29   | Sergej Firsanov       | Russia        | a 3'56"58  |
| 30   | Matej Jurčo           | Slovacchia    | a 3'56"96  |
| 31   | Sam Bewley            | Nuova Zelanda | a 3'59"21  |
| 32   | Carlos Oyarzún        | Cile          | a 4'03"43  |
| 33   | Ramūnas Navardauskas  | Lituania      | a 4'05"98  |
| 34   | Peter Velits          | Slovacchia    | a 4'07"06  |
| 35   | Rein Taaramäe         | Estonia       | a 4'09"84  |
| 36   | Bert Grabsch          | Germania      | a 4'16"85  |
| 37   | Jakob Fuglsang        | Danimarca     | a 4'18"37  |
| 38   | Lieuwe Westra         | Paesi Bassi   | a 4'18"79  |
| 39   | Jay Robert Thomson    | Sudafrica     | a 4'19"25  |
| 40   | Janez Brajkovič       | Slovenia      | a 4'19"82  |
| 41   | R. Janse van Rensburg | Sudafrica     | a 4'25"93  |
| 42   | Aleksandr D'jačenko   | Kazakistan    | a 4'32"23  |
| 43   | Gatis Smukulis        | Lettonia      | a 4'35"63  |
| 44   | Ignatas Konovalovas   | Lituania      | a 4'54"59  |
| 45   | Mychajlo Kononenko    | Ucraina       | a 5'09"20  |
| 46   | Michael Hutchinson    | Irlanda       | a 5'22"86  |
| 47   | Vladimir Gusev        | Russia        | a 5'34"37  |
| 48   | Eugen Wacker          | Kirghizistan  | a 5'43"45  |
| 49   | José Ragonessi        | Ecuador       | a 6'16"66  |
| 50   | Aleksejs Saramotins   | Lettonia      | a 6'19"04  |
| 51   | Segundo Navarrete     | Ecuador       | a 7'58"00  |
| 52   | Elchin Asadov         | Azerbaigian   | a 9'12"93  |
| 53   | Andrėj Krasilnikaŭ    | Bielorussia   | a 9'17"91  |
| 54   | David Albós Cavaliere | Andorra       | a 9'18"85  |
| 55   | Kang Ji-Yong          | Corea del Sud | a 9'19"66  |
| 56   | Gábor Lengyel         | Ungheria      | a 13'49"29 |
| DNF  | Reidar Borgersen      | Norvegia      | -          |
| DNF  | Marco Pinotti         | Italia        | -          |